# Municipio de Polo (Arkansas)
El municipio de Polo (en inglés: Polo Township) es un municipio ubicado en el condado de Carroll en el estado estadounidense de Arkansas. En el año 2010 tenía una población de 1224 habitantes y una densidad poblacional de 11,54 personas por km².

## Geografía
El municipio de Polo se encuentra ubicado en las coordenadas 36°26′37″N 93°32′40″O / 36.44361, -93.54444. Según la Oficina del Censo de los Estados Unidos, el municipio tiene una superficie total de 106.03 km², de la cual 106,01 km² corresponden a tierra firme y (0,01 %) 0,02 km² es agua.

## Demografía
Según el censo de 2010, había 1224 personas residiendo en el municipio de Polo. La densidad de población era de 11,54 hab./km². De los 1224 habitantes, el municipio de Polo estaba compuesto por el 92,73 % blancos, el 0,16 % eran afroamericanos, el 0,16 % eran amerindios, el 0,16 % eran asiáticos, el 4,9 % eran de otras razas y el 1,88 % eran de una mezcla de razas. Del total de la población el 6,62 % eran hispanos o latinos de cualquier raza.